# Louis Delamare
Pour les articles homonymes, voir Delamarre.
Louis Delamare, né le 12 novembre 1921 à Trouville-sur-Mer et  assassiné le 4 septembre 1981 à Beyrouth par un commando de miliciens à la solde de services syriens, est un diplomate français.

## Biographie

### Jeunesse et études
Louis Delamare est titulaire d'une licence de droit et diplômé de l'École libre des sciences politiques. Il est élève de l'École nationale d'administration.

### Parcours professionnel
Louis Delamare travaille dans divers postes au sein de l'administration du ministère des Affaires étrangères avant d'occuper, de 1961 à 1963, les fonctions de chef de cabinet du secrétaire d'État aux Affaires étrangères, puis de conseiller technique au cabinet du ministre des Affaires étrangères en 1966-1967. Il est nommé directeur du cabinet du ministre de l'Information en avril 1967 et est membre du conseil d'administration de l'ORTF d'août 1967 à septembre 1968. Ambassadeur à Cotonou de 1969 à 1972, il revient à l'administration centrale, où il prend la tête, en 1975, du service d'information et de presse.
En août 1979, il est nommé ambassadeur de France au Liban et réside à Beyrouth lorsqu'il est assassiné le 4 septembre 1981, dans sa Peugeot 604, arrêtée à un barrage sur la route conduisant à sa résidence dans la partie ouest de la ville. L'assassinat a lieu dans la capitale libanaise sous les yeux des soldats syriens, qui n'interviennent pas et laissent repartir les tueurs à moto. Ceux-ci sont assez vite identifiés comme des membres des Chevaliers rouges, une milice mise en place par Rifaat el-Assad, le très influent frère du président syrien, pour intervenir au Liban. Les notes internes de la DGSE concluent que la Syrie a commandité l'attentat dans le but de punir la France pour ses efforts diplomatiques visant à résoudre pacifiquement la guerre civile du Liban.
Il est enterré à Tourgéville, commune du Calvados non loin de Trouville. Son épouse Françoise est décédée en 2005.

## Hommages
Son nom a été donné à un groupe scolaire de Trouville-sur-Mer, sa ville natale. Une partie d'une digue le long de la plage de Deauville porte également son nom.